# UM Tools Caffè Mokambo
La UM Tools Caffè Mokambo, nota in passato come Area Zero e D'Amico, è una squadra maschile italiana di ciclismo su strada con licenza Continental. Attiva come squadra UCI dal 2014, ha sede ad Ancona ed è diretta da Ivan De Paolis e, a livello tecnico, da Massimo Codol.

## Cronistoria

### Annuario
| Anno | Codice | Nome                   | Cat.        | Biciclette | Dirigenza                                                                          |
| ---- | ------ | ---------------------- | ----------- | ---------- | ---------------------------------------------------------------------------------- |
| 2014 | AZT    | Area Zero Pro Team     | Continental | Bottecchia | Manager: Ivan De Paolis Dir. sportivi: Massimo Codol                               |
| 2015 | AZT    | D'Amico-Bottecchia     | Continental | Bottecchia | Manager: Ivan De Paolis Dir. sportivi: Massimo Codol                               |
| 2016 | AZT    | D'Amico-Bottecchia     | Continental | Bottecchia | Manager: Ivan De Paolis Dir. sportivi: Massimo Codol, Pasquale Di Roberto          |
| 2017 | AZT    | D'Amico-Utensilnord    | Continental | Carrera    | Manager: Ivan De Paolis Dir. sportivi: Massimo Codol                               |
| 2018 | AZT    | D'Amico-Utensilnord    | Continental | Carrera    | Manager: Ivan De Paolis Dir. sportivi: Massimo Codol, Alberto Conti                |
| 2019 | AZT    | D'Amico-UM Tools       | Continental | Ridley     | Manager: Ivan De Paolis Dir. sportivi: Massimo Codol, Alberto Conti, Roberto Vigni |
| 2020 | AZT    | D'Amico-UM Tools       | Continental | Ridley     | Manager: Ivan De Paolis Dir. sportivi: Massimo Codol                               |
| 2021 | AZT    | D'Amico-UM Tools       | Continental | Ridley     | Manager: Ivan De Paolis Dir. sportivi: Massimo Codol, Francesco Ghiarè             |
| 2022 | AZT    | D'Amico-UM Tools       | Continental | Ridley     | Manager: Ivan De Paolis Dir. sportivi: Massimo Codol                               |
| 2023 | AZT    | D'Amico-UM Tools       | Continental | Ridley     | Manager: Ivan De Paolis Dir. sportivi: Massimo Codol, Fabiano Roganti              |
| 2024 | AZT    | UM Tools Caffè Mokambo | Continental | Ridley     | Manager: Ivan De Paolis Dir. sportivi: Massimo Codol, Marco Luigi Lauro            |

### Classifiche UCI
Aggiornato al 31 dicembre 2018.
| Anno | Classifica | Pos. | Migliore cl. individuale  |
| ---- | ---------- | ---- | ------------------------- |
| 2014 | America T. | 29º  | Andrea Pasqualon (244º)   |
| 2014 | Europe T.  | 38º  | Andrea Pasqualon (63º)    |
| 2015 | Europe T.  | 65º  | Antonino Parrinello (84º) |
| 2016 | Europe T.  | 43º  | Marco Tizza (149º)        |
| 2017 | Europe T.  | 111º | Ettore Carlini (807º)     |
| 2018 | Europe T.  | 113º | Angelo Raffaele (952º)    |

## Palmarès
Aggiornato al 31 dicembre 2023.

### Campionati nazionali
- Campionati albanesi: 2

In linea Under-23: 2015 (Iltjan Nika)
Cronometro Under-23: 2015 (Iltjan Nika)

## Organico 2025
Aggiornato al 1° gennaio 2025.

### Staff tecnico
|  | Naz.              | Ruolo | Sportivo          |  |  |  |
|  | ----------------- | ----- | ----------------- |  |  |  |
|  | Italia (bandiera) | GM    | Ivan De Paolis    |  |  |  |
|  | Italia (bandiera) | DS    | Massimo Codol     |  |  |  |
|  | Italia (bandiera) | DS    | Marco Luigi Lauro |  |  |  |

### Rosa
|  | Naz.                   |  | Sportivo             | Anno |  |  |
|  | ---------------------- |  | -------------------- | ---- |  |  |
|  | Italia (bandiera)      |  | Michael Carletti     | 2005 |  |  |
|  | Italia (bandiera)      |  | Ignazio Cireddu      | 2004 |  |  |
|  | Italia (bandiera)      |  | Federico De Paolis   | 2005 |  |  |
|  | Italia (bandiera)      |  | Matteo Fiorini       | 2004 |  |  |
|  | Italia (bandiera)      |  | Edoardo Martinelli   | 2000 |  |  |
|  | Italia (bandiera)      |  | Andrea Mearelli      | 2004 |  |  |
|  | Afghanistan (bandiera) |  | Fasihulla Rahmani    | 1999 |  |  |
|  | Italia (bandiera)      |  | Cosma Gabriele Rausa | 2004 |  |  |
|  | Italia (bandiera)      |  | Andrea Rocchetti     | 2005 |  |  |
|  | Italia (bandiera)      |  | Nicholas Tonioli     | 1999 |  |  |